# Syniawa (obwód kijowski)
Syniawa (ukr. Синява, hist. pol. Siniawa) – wieś na Ukrainie, w obwodzie kijowskim, w rejonie białocerkiewskim, w hromadzie Rokytne. W 2001 liczyła 3603 mieszkańców, spośród których 3553 wskazało jako ojczysty język ukraiński, 46 rosyjski, 1 mołdawski, 1 rumuński, a 2 inny.

## Urodzeni
- Michaił Bondarienko (kapitan)